# کوئول برنزه
کوئول برنزه (نام علمی: Dasyurus spartacus) نام یک گونه از سرده کوئول است.